# Hubert-Ferdinand Kufferath
Hubert-Ferdinand Kufferath (Mülheim an der Ruhr, 10 juni 1818 – Sint-Joost-ten-Node, 23 april 1896) was een Duits-Belgische componist, muziekpedagoog, dirigent en pianist. Hij was het jongste zoon van twaalf kinderen van het echtpaar Carl (Karl) Kufferath, horlogemaker, en Katharina van der Horst. Zijn oudste broer Johann Hermann Kufferath was componist, dirigent en violist en zijn eveneens oudere broer Louis Kufferath was componist, muziekpedagoog, dirigent en pianist. Maar ook andere broers waren op het muziekgebied bezig zoals Carl Theodor Kufferath (1801-1865) (muziekpedagoog), Hermann Kufferath (1802-1866) (cellist), Heinrich Kufferath (1807-1882) (muziekpedagoog) en Friedrich Wilhelm Theodor Kufferath (1816-1885) (muziekpedagoog). Zijn zoon, de componist, muziekjournalist (Guide Musical) en voormalige directeur van de Koninklijke Muntschouwburg Maurice Kufferath (1852–1919) was eveneens op muziekgebied werkzaam.

## Levensloop

### Jeugd, opleiding en eerste optredens
Hubert Ferdinand kreeg van jongst af aan bij zijn oudere broers Johann Hermann en Ludwig (Louis) piano-, orgel- en vioolles en hij leerde ook de dwarsfluit te bespelen. In 1834 vertrok hij tot de familie van zijn oudste broer Johann Hermann naar Utrecht en studeerde aldaar tot 1837 viool. Vervolgens verhuisde hij naar Keulen en studeerde bij F. Hartmann. Later studeerde hij evenals zijn broer Ludwig (Louis) bij Friedrich Schneider in Dessau. Tijdens een concert bij het "Niederrheinisches Musikfest" in Düsseldorf was Felix Mendelssohn Bartholdy aanwezig en was zo ingenomen met het pianospel van Hubert Ferdinand dat hij hem verzocht naar Leipzig te komen. In Leipzig studeerde hij viool bij Ferdinand David, piano en compositie bij Felix Mendelssohn Bartholdy en Moritz Hauptmann. In 1841 kwam hij terug naar Keulen en werd voor zes maanden dirigent van het mannenkoor. Het volgden gedurende twee jaar concertreizen. In het seizoen 1840/41 verzorgde hij tweemaal optredens als solist op het piano en als componist in de concerten in het Gewandhaus in Leipzig, waar hij door Robert Schumann werd "ontdekt". Schumann waardeerde zowel in recensies van concerten in de Neue Zeitschrift für Musik zijn composities alsook zijn solistisch optreden. Daarnaast uitte hij zich in taalrijke brieven zeer positief over hem. Hubert Ferdinand Kufferath en het echtpaar Robert en Clara Schumann zijn elkaar daarna niet meer uit het oog verloren, wat door de bewaard gebleven brieven en de dagboekaantekeningen is gebleken.

### In Brussel
In 1844 vestigde hij zich als docent voor compositie en piano in Brussel. Ook in Brussel was hij dirigent van een mannenzangvereniging. Verder werkt hij als uitvoerend pianist met name in sessies van kamermuziek, waarin hij met prestigieuze partners zoals Hubert Léonard en Adrien François Servais samen musiceerde. Ook Anton Rubinstein en Franz Liszt waren te gast bij deze concerten. Bij een concert traden beide als pianisten op en vertolkten de bewerking door Liszt voor vierhandig piano van Ludwig van Beethovens Symfonie nr. 9. Bekend om zijn kwaliteit van het onderwijs als voor zijn talent als instrumentalist ontwikkelt hij zich tot een thuisbasis van vele beroemdheden in de muzikale wereld zoals Clara Schumann, Charles Wilfrid de Bériot en Henryk Wieniawski. Aan het Koninklijk Conservatorium Brussel voltooide Kufferath zijn muziekstudies bij François-Joseph Fétis. In 1872 werd hij docent voor compositie aan het Koninklijk Conservatorium Brussel.

### De componist
Kufferath componeerde instrumentale en vocale muziek, werken voor orkest, koor, liederen, kamermuziek en veel voor piano. Zijn Symfonie op. 15 beleefde haar première gedurende een uitvoering van de Concerts des Conservatoire onder leiding van François-Joseph Fétis. Hij is auteur van de vooral in België en Frankrijk bij muziekstudenten veel gebruikte École pratique du choral.

### De familie
Kufferath was op 8 juni 1844 gehuwd met de vanuit Keulen afkomstige Maria Christina Dumont (1819–1905). Samen hadden zij vijf kinderen, met namen Hubert Ferdinand Maurice (1852-1919), Edouard (1853-1909), een bekende arts en gynaecoloog, Ferdinand, Henri en de dochter Antonia. Zowel de dochter Antonia alsook de zoon Maurice wisten op eminente wijze de traditie van de Kufferaths voort te zetten. Antonia Kufferath (1857-1939) was een zangeres (sopraan) studeerde bij Julius Stockhausen in Berlijn en bij Pauline Viardot in Parijs en werd een bekende concert- en oratoria zangers; zij huwde op 2 juni 1885 met Edward Speyer. Maurice Kufferath (1852–1919) studeerde eerst rechtsgeleerdheid en werd dan als musicoloog, cellist, dirigent, publicist en muziekredacteur, maar ook als directeur van de Koninklijke Muntschouwburg bekend.

## Composities

### Werken voor orkest
- 1840 Capriccio in cis mineur, voor piano en orkest, op. 1[14]
- 1847 Symfonie, voor groot orkest, op. 15[15] - opgedragen aan koning Leopold I van België
  1. Allegro moderato
  2. Andante con moto
  3. Scherzo. Allegro
  4. Allegro molto
- 1857 Concert en mi mineur (e mineur), voor piano en groot orkest, op. 24 - opgedragen aan Marie Henriëtte van Oostenrijk, Hertogin van Brabant 
  1. Allegro moderato
  2. Andante
  3. Allegro - Tempo ma un poco più tranquillo

### Vocale muziek

#### Werken voor koor
- 1886 Tantum ergo, voor gemengd koor, orkest en orgel, op. 41[15]
- 1886 Laudate Dominum, voor gemengd koor, orkest en orgel, op. 44[15]
- Acht koralen - vanuit de "École pratique du choral", voor vrouwenkoor 
  1. Herr, zu uns eile
  2. Ich muss dir, Herr, ja klagen
  3. Soll's sein, so sei's
  4. Christ ist erstanden
  5. Fais moi justice, O Dieu
  6. Ganz inbrunstiglig
  7. Die ganze Welt, Herr Jesu Christ
  8. J'ai mis en toi mon esperance

#### Liederen
- 1840 Morgen, voor zangstem en piano[16] - tekst: Wilhelm Müller
- 1864 Ecce panis, voor sopraan (of tenor) en orgel (of piano), op. 36, nr. 1
- 1865 Aurore ! - "Où vas tu", voor zangstem en piano - tekst: Édouard Turquety
- 1865 Ma Mère ! - "Qui berçait", voor zangstem en piano - tekst: Ratisbonne
- 1865 Sans désir, sans regret, voor zangstem en piano - tekst: Madame Dubois
- 1865 Soupir ! - "Tout n'est qu'images", voor zangstem en piano - tekst: Jean Reboul
- 1869 Deux mélodies, voor zangstem en piano
  1. La Choix du Cœur
  2. Les fleurs
- 3 Gesänge, voor zangstem en piano, op. 17
  1. Wenn zwei von einander scheiden ! - A toi - tekst: Heinrich Heine
- Drei Frühlingslieder, voor zangstem en piano, op. 26
- Sechs Lieder, voor zangstem en piano, op. 3[6]  - tekst: Robert Burns

### Kamermuziek
- 1845 Grand trio, voor viool, cello en piano, op. 9
- 1845 Andante, voor viool en piano, op. 10
- 1846 Quatuor (Kwartet), voor viool, altviool, cello en piano, op. 12 - opgedragen aan C. F. Donner
- 1859 6 morceaux caractéristiques, voor viool en piano, op. 30

### Werken voor piano
- 1840-1844 6 Études de concert, op. 8[14][17][18][19]
- 1843 Six études, op. 2
- 1851 Sinfonie en Ut majeur, voor piano vierhandig, op. 15
- 1853 Étude de Salon, op. 16
- 1854 Impromptu facile, voor piano vierhandig, op. 20
- Allegro (Rondo) capriccioso, op. 14
- Berceuse
- Étude d'arpèges
- Romances sans paroles, op. 4
  1. Rêverie
  2. Caprice
- Valses, voor piano vierhandig, op. 40

### Pedagogische/didactische werken
- 1876 École pratique du choral : pour servir aux études d'harmonie, de contre-point et d'orgue